# NOFV-Oberliga Süd
La NOFV-Oberliga Süd es uno de los grupos que integran la NOFV-Oberliga, una de las 14 ligas regionales que conforman la Oberliga, la quinta división del fútbol alemán.

## Historia
Fue creada en 1991 luego de que se diera la caída del Muro de Berlín y la Reunificación alemana como una liga de tercera división, detrás de la 2. Bundesliga; y fue creada junto a la NOFV-Oberliga Nord y la NOFV-Oberliga Mitte.
En 1994 con el nacimiento de la Regionalliga como la nueva tercera división, provocó que todas las ligas bajaran un nivel, pasando la Oberliga a una de cuarta división, con la desaparición de la NOFV-Oberliga Mitte.
Al aparecer la 3. Bundesliga como la nueva liga de tercera división en 2008 provocó que todas las ligas bajaran un nivel, por lo que la Oberliga bajó a quinta división, con la diferencia de que el campeón de la liga ascendía directamente a la Regionalliga.

## Equipos Fundadores
Estos son los equipos que disputaron la temporada inaugural de la liga en 1991:
| - FC Sachsen Leipzig - Fortschritt Bischofswerda - Aktivist Schwarze Pumpe - VFC Plauen - SV Merseburg - FV Zeulenroda | - FSV Zwickau - Wismut Aue - Chemnitzer SV - Soemtrom Sömmerda - Wismut Gera - 1. FC Markkleeberg | - TSG Meißen - Bornaer SV - Motor Weimar - Stahl Riesa - 1. Suhler SV - Wacker Nordhausen |

## Ediciones Anteriores
| Temporada | Club                   |
| --------- | ---------------------- |
| 1991–92   | FSV Zwickau            |
| 1992–93   | FC Sachsen Leipzig     |
| 1993–94   | FSV Zwickau            |
| 1994–95   | Wacker Nordhausen      |
| 1995–96   | VFC Plauen             |
| 1996–97   | 1. FC Magdeburg        |
| 1997–98   | Dresdner SC            |
| 1998–99   | VfL Halle 1896         |
| 1999–00   | FC Lausitz Hoyerswerda |
| 2000–01   | 1. FC Magdeburg        |
| 2001–02   | Dinamo Dresde          |
| 2002–03   | FC Sachsen Leipzig     |
| 2003–04   | VFC Plauen             |
| 2004–05   | FC Carl Zeiss Jena     |
| 2005–06   | 1. FC Magdeburg        |
| 2006–07   | Energie Cottbus II     |
| 2007–08   | Hallescher FC          |

| Temporada | Club                     |
| --------- | ------------------------ |
| 2008–09   | ZFC Meuselwitz           |
| 2009–10   | RB Leipzig               |
| 2010–11   | VfB Germania Halberstadt |
| 2011–12   | FSV Zwickau              |
| 2012–13   | Wacker Nordhausen        |
| 2013–14   | FSV Budissa Bautzen      |
| 2014–15   | RB Leipzig II            |

Fuente: